# Wikstroemia indica
Wikstroemia indica är en tibastväxtart som först beskrevs av Carl von Linné, och fick sitt nu gällande namn av C. Meyer. Wikstroemia indica ingår i släktet Wikstroemia och familjen tibastväxter. Inga underarter finns listade i Catalogue of Life.